# Румунська хокейна ліга
Румунська хокейна ліга (рум. Liga Naţională de hochei) — щорічні хокейні змагання в Румунії, які проводяться з 1925 року під егідою РХФ. У чемпіонаті беруть участь шість клубів.

## Чемпіони
- 2025 : СК «Георгень»
- 2024 : АСК «Корона» (Брашов)
- 2023 : АСК «Корона» (Брашов)
- 2022 : СК «М'єркуря-Чук»
- 2021 : АСК «Корона» (Брашов)
- 2020 : чемпіонат не дограли через пандемію COVID-19
- 2019 : АСК «Корона» (Брашов)
- 2018 : СК «М'єркуря-Чук»
- 2017 : АСК «Корона» Брашов
- 2016 : «Дунеря» Галац
- 2015 : «Дунеря» Галац
- 2014 : АСК «Корона» Брашов
- 2013 : СК «М'єркуря-Чук»
- 2012 : СК «М'єркуря-Чук»
- 2011 : СК «М'єркуря-Чук»
- 2010 : СК «М'єркуря-Чук»
- 2009 : СК «М'єркуря-Чук»
- 2008 : СК «М'єркуря-Чук»
- 2007 : СК «М'єркуря-Чук»
- 2006 : «Стяуа» Бухарест
- 2005 : «Стяуа» Бухарест
- 2004 : СК «М'єркуря-Чук»
- 2003 : «Стяуа» Бухарест
- 2002 : «Стяуа» Бухарест
- 2001 : «Стяуа» Бухарест
- 2000 : СК «М'єркуря-Чук»
- 1999 : «Стяуа» Бухарест
- 1998 : «Стяуа» Бухарест
- 1997 : СК «М'єркуря-Чук»
- 1996 : «Стяуа» Бухарест
- 1995 : «Стяуа» Бухарест
- 1994 : «Стяуа» Бухарест
- 1993 : «Стяуа» Бухарест
- 1992 : «Стяуа» Бухарест
- 1991 : «Стяуа» Бухарест
- 1990 : «Стяуа» Бухарест
- 1989 : «Стяуа» Бухарест
- 1988 : «Стяуа» Бухарест
- 1987 : «Стяуа» Бухарест
- 1986 : «Стяуа» Бухарест
- 1985 : «Стяуа» Бухарест
- 1984 : «Стяуа» Бухарест
- 1983 : «Стяуа» Бухарест
- 1982 : «Стяуа» Бухарест
- 1981 : «Динамо» Бухарест
- 1980 : «Стяуа» Бухарест
- 1979 : «Динамо» Бухарест
- 1978 : «Стяуа» Бухарест
- 1977 : «Стяуа» Бухарест
- 1976 : «Динамо» Бухарест
- 1975 : «Стяуа» Бухарест
- 1974 : «Стяуа» Бухарест
- 1973 : «Динамо» Бухарест
- 1972 : «Динамо» Бухарест
- 1971 : «Динамо» Бухарест
- 1970 : «Стяуа» Бухарест
- 1969 : «Стяуа» Бухарест
- 1968 : «Динамо» Бухарест
- 1967 : «Стяуа» Бухарест
- 1966 : «Стяуа» Бухарест
- 1965 : «Стяуа» Бухарест
- 1964 : «Стяуа» Бухарест
- 1963 : СК «М'єркуря-Чук»
- 1962 : «Стяуа» Бухарест
- 1961 : «Стяуа» Бухарест
- 1960 : СК «М'єркуря-Чук»
- 1959 : «Стяуа» Бухарест
- 1958 : «Стяуа» Бухарест
- 1957 : СК «М'єркуря-Чук»
- 1956 : «Стяуа» Бухарест
- 1955 : «Стяуа» Бухарест
- 1954 : «Стіінта» Клуж
- 1953 : «Стяуа» Бухарест
- 1952 : СК «М'єркуря-Чук»
- 1951 : «Локомотіва»
- 1950 : «Локомотіва»
- 1949 : СК «М'єркуря-Чук»
- 1948 : Не відбувся
- 1947 : «Динамо» Бухарест
- 1946 : ХК «Ювентус» Бухарест
- 1945 : ХК «Ювентус» Бухарест
- 1944 : «Венус» Бухарест
- 1941 : ХК «Ювентус» Бухарест
- 1940 : «Рапід» Бухарест
- 1938 : Драгош Воде (Чернівці)
- 1937 : Телефон Клуб Бухарест
- 1936 : ХК Брагадіру
- 1935 : Телефон Клуб Бухарест
- 1934 : Теніс Клуб Бухарест
- 1933 : Теніс Клуб Бухарест
- 1932 : Теніс Клуб Бухарест
- 1931 : Теніс Клуб Бухарест
- 1930 : Теніс Клуб Бухарест
- 1929 : ХК Бухарест
- 1928 : ХК Бухарест
- 1927 : ХК Бухарест
- 1925 : Брашов

## Клуби та титули
| Титули | Клуб                  | Сезони |
| ------ | --------------------- | --- |
| 40     | «Стяуа» Бухарест      | 1953, 1955, 1956, 1958, 1959, 1961, 1962, 1964, 1965, 1966, 1967, 1969, 1970, 1974, 1975, 1977, 1978, 1980, 1982, 1983, 1984, 1985, 1986, 1987, 1988, 1989, 1990, 1991, 1992, 1993, 1994, 1995, 1996, 1998, 1999, 2001, 2002, 2003, 2005, 2006 |
| 17     | СК «М'єркуря-Чук»     | 1949, 1952, 1957, 1960, 1963, 1997, 2000, 2004, 2007, 2008, 2009, 2010, 2011, 2012, 2013, 2018, 2022 |
| 7      | «Динамо» Бухарест     | 1968, 1971, 1972, 1973, 1976, 1979, 1981 |
| 6      | АСК «Корона» Брашов   | 2014, 2017, 2019, 2021, 2023, 2024 |
| 5      | Теніс Клуб Бухарест   | 1930, 1931, 1932, 1933, 1934 |
| 5      | ХК «Ювентус» Бухарест | 1941, 1942, 1945, 1946, 1947 |
| 3      | ХК Бухарест           | 1927, 1928, 1929 |
| 2      | Телефон Клуб Бухарест | 1935, 1937 |
| 2      | «Локомотіва»          | 1950, 1951 |
| 2      | «Дунеря» Галац        | 2015, 2016 |
| 1      | Брашов                | 1925 |
| 1      | Драгонс Вода          | 1938 |
| 1      | ХК Брагадіру          | 1936 |
| 1      | «Рапід» Бухарест      | 1940 |
| 1      | «Венус» Бухарест      | 1944 |
| 1      | «Стіінта» Клуж        | 1954 |
| 1      | СК «Георгень»         | 2025 |